# 김상현 (소설가)
김상현(1973년 ~ )은 대한민국의 소설가이다. 중앙대학교 문예창작학과를 졸업하였다. 판타지 소설가로 데뷔하였으나 SF, 팩션, 스릴러 등으로 범위를 넓혔다.

## 발표작
- 《탐그루》- 1998년 12월, 명상. ISBN 9788972320425: 12권 완결의 판타지. 프로게이머가 나오는 최초의 소설로 추정. 당시에는 아직 프로게이머라는 직업이 없었다.

- 《하이어드》- 2002년 1월, 마술램프. ISBN 9788952717634: 4권 완결의 SF 판타지. 2010년에 시공사에서 재간.

- 《네크로 폴리스》- 2003년 10월, 시공사. ISBN 9788952733740: 4권 미완.

- 《정약용 살인사건》- 2006년 3월, 랜덤하우스코리아. ISBN 9788959864706: 단권의 역사 추리소설.

- 《대무신왕기》- 2007년 5월, 랜덤하우스코리아. ISBN 9788925508382: 2권의 역사 판타지.

- 《이완용을 쏴라》- 2010년 4월, 우원북스. ISBN 9788996433712: 단권의 역사 스릴러.

- 《킬러에게 키스를》- 2011년 1월, 새파란상상. ISBN 8963710173: 단권의 첩보 스릴러.

- 《고스트 에이전트》- 2015년 5월, 새파란상상. ISBN 83553334 : 단권의 첩보 스릴러.

- '조커가 사는 집' - 2015년 10월. 단편으로 앤솔로지 《조커가 사는 집》 수록. ISBN 67130812

- '나, 선도부장이야' - 2016년 10월. 단편으로 앤솔로지 《다행히 졸업》 수록. ISBN 94406513